# قصر تيمولا (آيت حديدو)
قصر تيمولا هو دُوَّار يقع بجماعة آيت هاني، إقليم تنغير، جهة درعة تافيلالت في المملكة المغربية. ينتمي الدوّار لمشيخة آيت حديدو التي تضم 10 دواوير. يقدر عدد سكانه بـ 705 نسمة حسب الإحصاء الرسمي للسكان والسكنى لسنة 2004.

## روابط خارجية
- البوابة الوطنية للجماعات الترابية نسخة محفوظة 12 مارس 2018 على موقع واي باك مشين.
- المندوبية السامية للتخطيط